# Maguing
Maguing (Filipino: Bayan ng Maguing) ist eine philippinische Stadtgemeinde in der Provinz Lanao del Sur, Verwaltungsregion Autonomous Region in Muslim Mindanao. Sie hat 24.531 Einwohner (Zensus 1. August 2015), die in 34 Barangays lebten. Sie wird als Gemeinde der zweiten Einkommensklasse auf den Philippinen und als dörflich eingestuft.
Maging liegt im Osten der Provinz, ca. 24 Kilometer südöstlich von Marawi City entfernt, am Fuß des Kalatungan-Gebirges. Die Nachbargemeinden sind Bubong im Norden, Buadiposo-Buntong, Mulondo und Taraka im Westen, Lumba-Bayabao im Süden, Kalilangan im Osten.

## Baranggays
| - Agagan - Balagunun - Balawag - Balintao - Bato-bato - Bolao - Borocot - Borrowa - Botud - Buadiangkay - Bubong - Bubong Bayabao | - Camalig - Cambong - Dilausan - Dilimbayan - Ilalag - Kianodan - Lilod Borocot - Lilod Maguing - Lumbac - Lumbac-Dimarao - Madanding - Madaya | - Maguing Proper - Malungun - Malungun Borocot - Malungun Pagalongan - Pagalongan - Panayangan - Pilimoknan - Pindolonan - Ragayan - Sabala Dilausan |

## Weblink
- Informationen der Philippine Statistics Authority über Maguing